# Mollisia alnicola
Mollisia alnicola är en svampart som tillhör divisionen sporsäcksvampar, och som beskrevs av František Bubák och Jens Schanke Vleugel. Mollisia alnicola ingår i släktet Mollisia, och familjen Dermateaceae. Arten är reproducerande i Sverige.